# Эсарку, Константин
Константин Эсарку (рум. Constantin Esarcu; 5 ноября 1836, Бухарест, Молдавское княжество — 8 июня 1898, Говора, жудец Вылча, Королевство Румыния) — румынский политический и государственный деятель, сенатор, министр иностранных дел Королевства Румыния (1891), дипломат, натуралист, медик, педагог, доктор медицины, член-корреспондент Румынской академии (с 1884).

## Биография
Образование получил в университета Бухареста и Парижа. В Сорбонне в 1864 году получил степень доктора медицины.
Политик Либерально-консервативного толка. Сенатор, представлял политику своей партии в румынском парламенте.
В мае 1870 года был назначен директором Департамента культуры и религиозных дел Румынии. Один из участников создания культурного общества «Румынского атенеума». С 1871 по 1873 год входил в состав руководящего комитета Национального театра в Бухаресте.
В ноябре 1873 года назначен послом в Риме и Франции. Обнародовал многочисленные документы из архивов Венеции, Милана, Флоренции и Рима, касающиеся румынской истории.
С 21 февраля по 26 ноября 1891 года занимал пост министра иностранных дел Королевства Румыния.